# Fujiko Nakaya

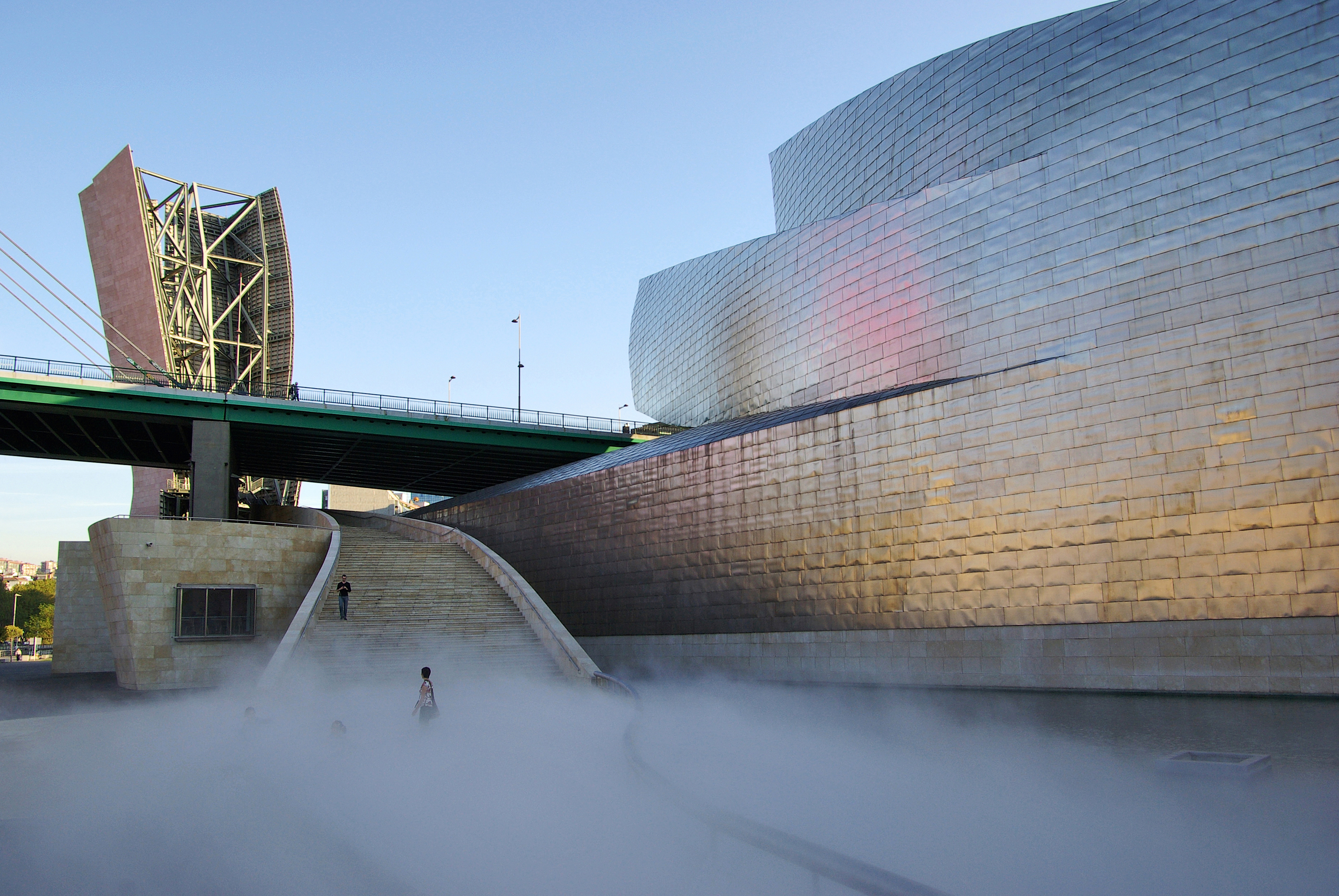
Escultura de niebla 08025 (F.O.G.), Museo Guggenheim, Bilbao

Fujiko Nakaya (en japonés: 中谷 芙二子, Sapporo, 15 de mayo de 1933) es una artista japonesa conocida por sus esculturas de niebla.

## Biografía
Nacida en Sapporo; su padre, Ukichiro Nakaya (中 谷 宇 吉 郎; 1900–1962), que creó los primeros copos de nieve artificiales, era profesor de la Universidad de Hokkaidō.
Fujiko Nakaya estudió en Tokio y más tarde se graduó en la Universidad del Noroeste en Evanston, Illinois en 1957. A su regreso a Japón, tuvo una exposición individual de pinturas al óleo en una galería de Tokio en 1962.
En 1966 se incorporó al grupo de artistas E.A.T. de Robert Rauschenberg y más tarde presentó una "escultura hecha de niebla (artificial)" por primera vez en la Exposición General de primera categoría de Osaka (1970).
A partir de la década de 1970, Nakaya Fujiko también se ocupó de cuestiones sociales. Su primer vídeo estuvo dedicado a la enfermedad de Minamata.
Ha expuesto en sus esculturas nebulosas en el Museo Guggenheim de Bilbao, la Bienal de Sídney o el Parque de la Villette de París
En 2018, recibió el Praemium Imperiale.